# Perizoma ecbolobathra
Perizoma ecbolobathra är en fjärilsart som beskrevs av Louis Beethoven Prout. Perizoma ecbolobathra ingår i släktet Perizoma och familjen mätare. Inga underarter finns listade i Catalogue of Life.